# Aria, Navarre
Aria là một đô thị trong tỉnh và cộng đồng tự trị Navarre, Tây Ban Nha. Đô thị này có diện tích là 8,18 ki-lô-mét vuông, dân số năm 2007 là 61 người.
Đô thị nằm ở độ cao m trên 853 mực nước biển.

## Biến động dân số
| Biến động dân số                                   | Biến động dân số | Biến động dân số | Biến động dân số | Biến động dân số | Biến động dân số | Biến động dân số | Biến động dân số | Biến động dân số | Biến động dân số | Biến động dân số |
| 1996                                               | 1998             | 1999             | 2000             | 2001             | 2002             | 2003             | 2004             | 2005             | 2006             | 2007             |
| -------------------------------------------------- | ---------------- | ---------------- | ---------------- | ---------------- | ---------------- | ---------------- | ---------------- | ---------------- | ---------------- | ---------------- |
| 69                                                 | 68               | 68               | 68               | 70               | 67               | 68               | 68               | 67               | 63               | 61               |
| Nguồn: Aria et instituto de estadística de navarra |                  |                  |                  |                  |                  |                  |                  |                  |                  |                  |